# Hof Strangemann
Der Bauernhof Strangemann, genannt auch Strangemannshof, lag in Niederscholven in dem jetzigen Stadtteil Gelsenkirchen-Scholven der Stadt Gelsenkirchen und war der Stammsitz der Familie Strangemann.

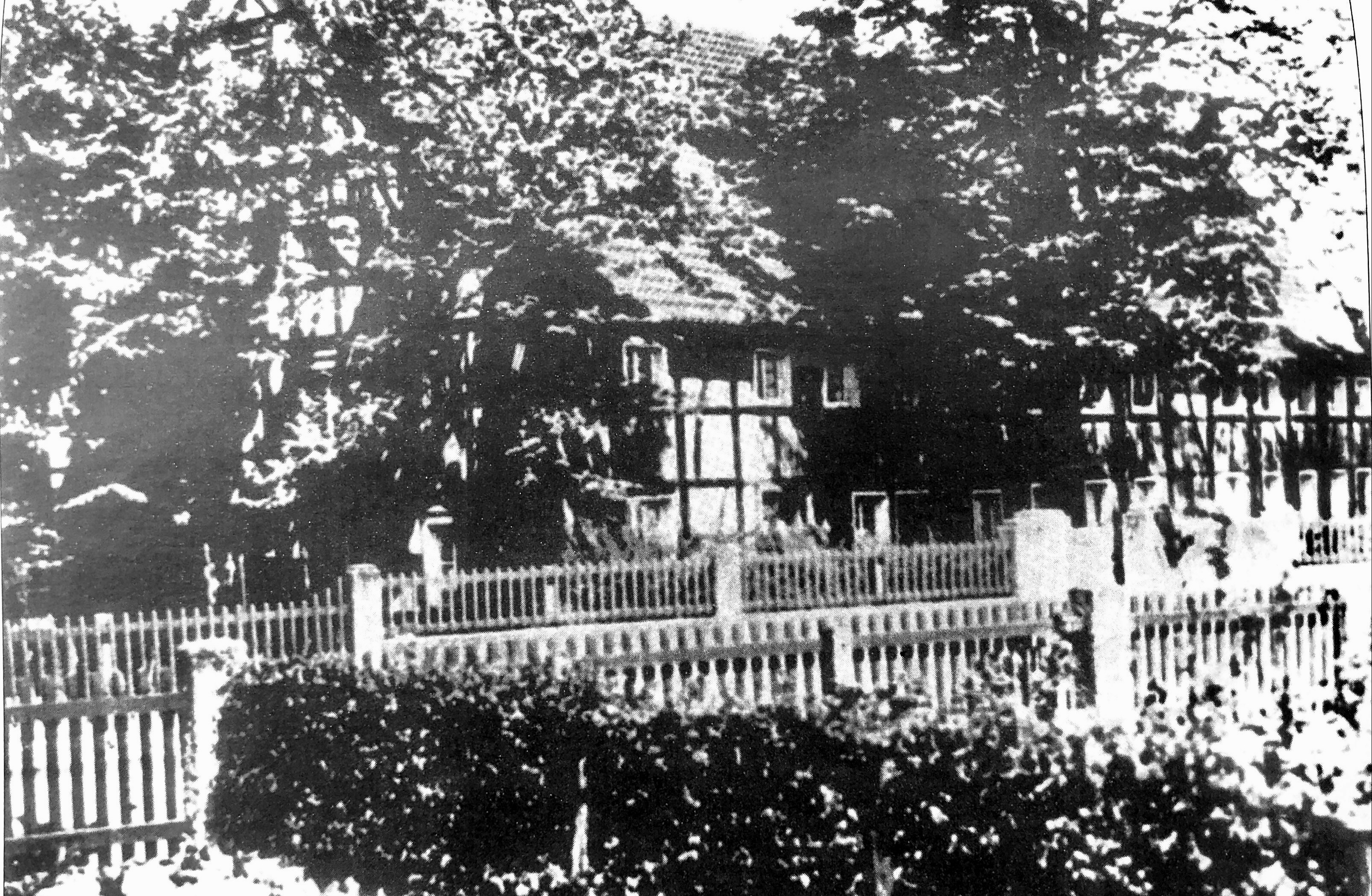
Eines der letzten Bilder vom Strangemannshof

## Siedlungsgeschichte
Die Bauerschaft Niederscholven wurde in älteren Quellen auch „de Loesethe“, „tho Losten“
(17. Jahrhundert und früher) oder auch „Löster Orth“ (18.  Jahrhundert) genannt, und gehörte wie Ober- und Mittelscholven zur Markgenossenschaft Scholver Mark.
Die Scholver Mark war ein gemeinsamer Besitz der Bauerschaften und bestand aus größeren Wald- und Heidegebieten um Scholven.
Diese Mark war die wichtigste Einrichtung im Leben der Bauerschaft, denn ohne Holz konnte der Bauer nicht leben. Der Wald musste ihm das nötige Brenn-, Nutz- und Bauholz liefern, auf den Waldböden wurde das Vieh geweidet und zur Zeit der Eichel- und Bucheckernreife wurden die Schweine in den Wald getrieben und gemästet.
Aus dem Interesse aller an der Nutzung und Hegung des Waldes entwickelte sich die Markgenossenschaft. Sie setzte sich aus den Eigentümern der nutzungsberechtigten Bauernhöfe zusammen, der Anteil des einzelnen Markgenossen bestimmte sich nach der Größe des Hofes und seinen wirtschaftlichen Bedürfnissen.
An der Spitze der Markgenossen stand der Holzrichter Haus Lüttinghof, jährlich traten unter seinem Vorsitz die Markgenossen zusammen. In diesem Holzgericht wurden die Angelegenheiten der Mark (Holznutzung, Rodung zwecks Besiedlung durch Kötter, Mast, Weidezeit, Weiderechte) beraten und die Frevler am Walde zur Bestrafung gebracht und im Markprotokoll festgehalten.
Von der Versammlung wurden Scherner (Markverwalter, der die Aufsicht über die Mark führte), so wie Schutter/Schütter („Polizist“ der widerrechtlich geschlagenes Holz oder fremdes Vieh beschlagnahmte und zur Burg Lüttinghoff brachte) bestimmt.

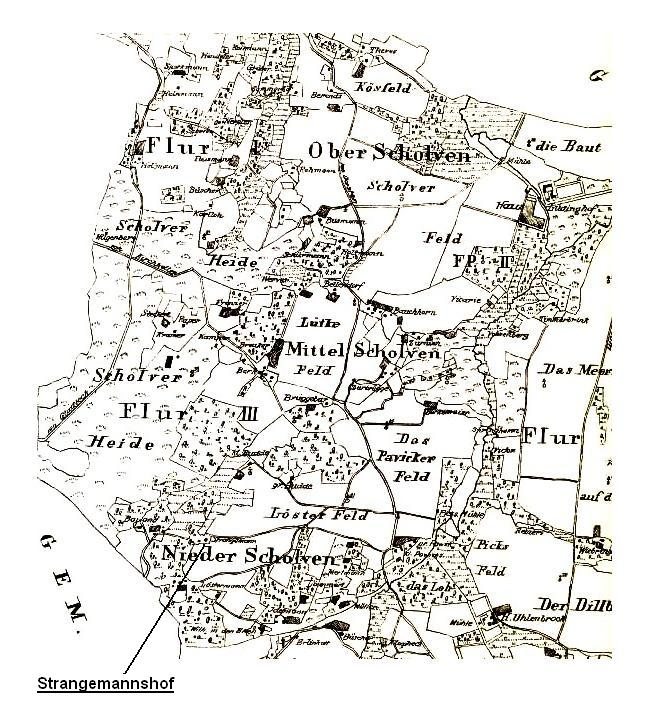
Foto von "Grundbesitzkarte der Berginspektion 3 Buer" von
1822. Angefertigt durch die Königliche Bergwerksdirektion Recklinghausen

Die Höfe in der Scholver Mark wurden den damaligen Hörigen (Bauern) zu Bewirtschaftung überlassen.
Als Hörige werden mittelalterliche Bauern bezeichnet, die sich in Abhängigkeit von einem Grundherrn befanden. Die Hörigkeit wurde an die Kinder vererbt. Hörige waren unfrei und bestimmten Beschränkungen unterworfen. Sie konnten bewegliches Eigentum besitzen, jedoch keinen Grundbesitz erwerben und waren an Land gebunden (Schollenpflicht), das einem Grundbesitzer (Adel oder Kirche) gehörte, der auch die Gerichtsbarkeit (Jurisdiktion) über sie innehatte. Sie bearbeiteten das Land mit der Verpflichtung zu unterschiedlichen Abgaben und Frondiensten an den Grundherren.
Im Gegenzug war der Grundherr zum Schutz der Hörigen und zu ihrer Fürsorge verpflichtet.
Das Land und die es bearbeitenden unfreien Bauern bildeten eine untrennbare Einheit, die nicht aufgelöst werden konnte, das heißt, Land konnte nicht gesondert von den Bauern veräußert werden und umgekehrt.
Im Gegensatz zur Leibeigenschaft, bei denen die Abgaben an die Person gebunden waren, waren sie bei Hörigen an das bewirtschaftete Gut gebunden.
Die Hörigkeit wurde durch die Bauernbefreiung im 19. Jahrhundert (1848) aufgehoben. In Folge dieser Maßnahme wurden viele Hörige zu Pächtern, konnten aber auch selbst das Land in Eigenbesitz erwerben.
Der Strangemannshof verfügte als Altsiedelhof in der Mark über 1 Bauernrecht und 1 Weiderecht. Im Vergleich zu den Höfen hatten die Kotten nur 2/3 bis 5/12 Bauernrechte.
Die Größe des Hofes wurden im Kataster von 1816 bis 1859 wie folgt angegeben:
1816 = 146 Morgen, 1822 = 190 Morgen 137 Ruthen 47 Fuß, 1859 = 247 Morgen.
Der Strangemannshof mit dem ihm unterstellten Kotten (W. ob de Straten), war der größte in der Bauerschaft.
Aufgrund seiner Größe und Geschlossenheit der Grundstücke hatte der Hof auch ein eigenes Jagdrecht.
Koordinaten: 51° 35′ 33,4″ N, 7° 0′ 51,3″ O

## Verwalter- und Besitzerchronik
Kloster Werden > 1060/80 < Grundherr des Strangemannshof im LösterOrth

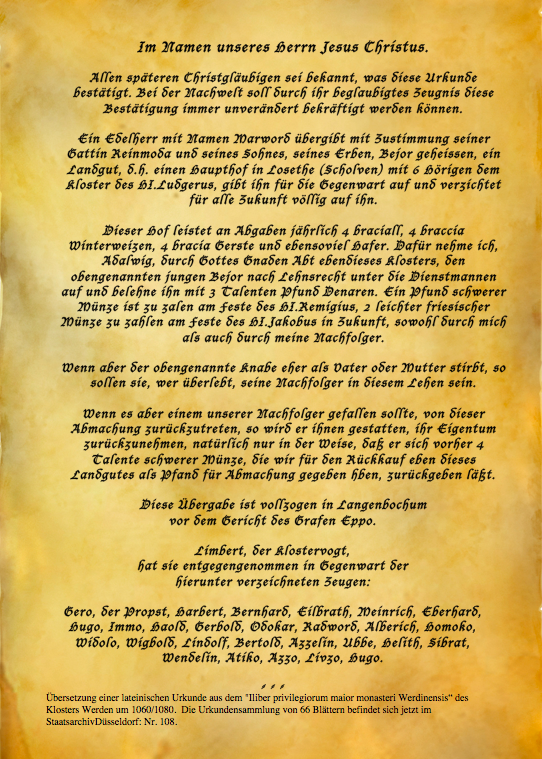
Übersetzung der Urkunde Nr. 1081

In der dazugehörigen Urkunde heißt es:
Der Edelherr Marword schenkte mit Zustimmung seiner Gattin Reinmoda und seines Sohnes Bejor dem Kloster Hl. Ludgerus in Werden sein Landgut, einen Haupthof in Losethe (Gelsenkirchen-Scholven), wofür der Abt Adalwig den Sohn Beior unter seine Mannen aufnimmt und mit drei Pfund Denaren jährlicher Einkünfte belehnt.
Übersetzung der Schenkungsurkunde Nr. 1081 aus dem „Iliber privilegiorum maior monasteri Werdinensis“, einer Urkundensammlung von 66 Blättern aus dem Staatsarchiv in Düsseldorf.
Luidbreht de Losethe > 1140-1170 < Manus
Losethd > 1240-1260 < Manus
Hinr. van Losten > 1420 < "Herrnan Wendelen soen"
toe Loesten guet > 1474-1477 < "hevet Bernt Droste"
toe Loesten guet > 1484/85 < "heft Claes van der Hülsen, Claes sone", Zehnt-Abgabe
Strankman Gert < 1502 < „hefft sich huldich und horig/horich gemacht“
Strantman Johann jr. > 1527 < „Loesten mansus“, Zehnt-Abgabe
Stranckmann Gert > 1528 < „Stranckmann ist Scherner“
> 1530-1557 < Erwähnt in den Markprotokollen wegen Markenvergehen und als Scherner, Markgenosse
Wessel im Strange > um 1570 < Behandigung, zusammen mit Tochter (Gerts Erben)
Behandigung = Verpachtung eines Hofes. Die Behandigung kann vererbt und auch in mehrere "Hände" gegeben werden.
> 1576 < Mitscherner
> 1589/90 < Zehnt-Abgabe
In früherer Zeit wurde oft geschrieben wie man spricht, leichte Variationen im Namen waren daher nicht selten, so wurden als „behandigt“ die Namen „Stranckmann“, „Strantmann“ oder auch „im Strange“ in den Quellen genannt. Ab 1620 wurde dann der Name Strangemann so geschrieben, wie wir ihn noch heute schreiben.
Der sprachlichen Struktur nach handelt es sich bei dem Namen Strangemann um eine mit der Endung -mann gebildete Namensform. Über 5 % der deutschen Familiennamen enthalten dieses Suffix, und begegnet uns in allen Namengruppen. Häufig wurde die Endung „–mann“ zur Bildung von Herkunftsnamen verwendet (Köllmann aus Köln, Neckermann vom Neckar) und als Bestandteil von Wohnstättennamen (Bachmann, Grundmann) oder auch Strangemann. In den alten Quellen wurde der Hof auch „im Strange to Loesten“ bezeichnet, somit war der Strangemann der Mann, der „im Strange“ wohnte.
Strangemann Reinhard > 1620-1646 < Behandigung
> 1646 < Behandigung, zusammen mit Sohn Johann (Verpachtung)
Strangemann Johann > 1646 < Behandigung, zusammen mit dem Vater Reinhard
> 1664 < Behandigung
Strangemann Johan Rüttger > 1675 < Behandigung, zusammen mit der Mutter
Strangemann Reinhard > 1698 < Behandigung, zusammen mit der Mutter
> 1708 < Markgenosse
> 1711-1722 < Scherner
> 1716 < Behandigung mit Ehefrau, anstelle der Mutter
> 1726-1740 < Markgenosse
Strangemann Nicl. Rötger > 1760 < Behandigung
> 1748 < Gespanndienste
Strangemann Niclas > 1794 < Behandigung
Strangemann Joh. Heinrich > 1811-1845 <	
Strangemann Joh. Heinrich jr. > 1845-1865 <	
Strangemann Th. Heinrich > 1866 < Grundbucheintragung		.
Brinkmann M.C. Josefine geb. Strangemann > 1880-1904 <	

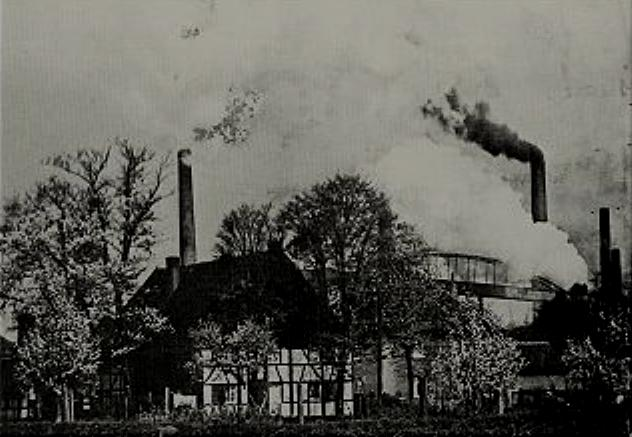
Strangemannshof mit der Zeche Hibernia im Hintergrund. Hier ist auch zu erkennen, warum der Hof der Zeche weichen musste.

Am 11. November 1904 wurde der Strangemannshof von seiner letzten Besitzerin MC. Jofine Brinkmann geb. Strangemann an den Kgl. Bergfiskus – Hibernia AG verkauft. Somit wurde der Strangemannshof über 400 Jahre (1502 bis 1904) von der Familie Strangemann ununterbrochen bewirtschaftet. Die Gebäude des Strangemannshofes wurden bei den Luftangriffen gegen Ende des Zweiten Weltkrieges zerstört und nach dem Kriege nicht wieder aufgebaut. An seiner Stelle wurde später eine Zechensiedlung gebaut.
Alle Personen, die den Geburtsnamen "Strangemann" tragen, können davon ausgehen, dass einer seiner Vorfahren eine direkte Verbindung zum Strangemannshof hatte.